# 轨州
轨州，唐朝羁縻州。
貞觀三年（629年）置，治所在今四川省阿坝县附近。曾属松州都督府所领。辖境约当今四川省阿坝县。其地后入吐蕃。